# Zuidelijke aardlemming
De zuidelijke aardlemming (Bramus fuscocapillus)  is een zoogdier uit de familie van de Cricetidae. De wetenschappelijke naam van de soort werd voor het eerst geldig gepubliceerd door Blyth in 1843.